# Adrien de Jussieu

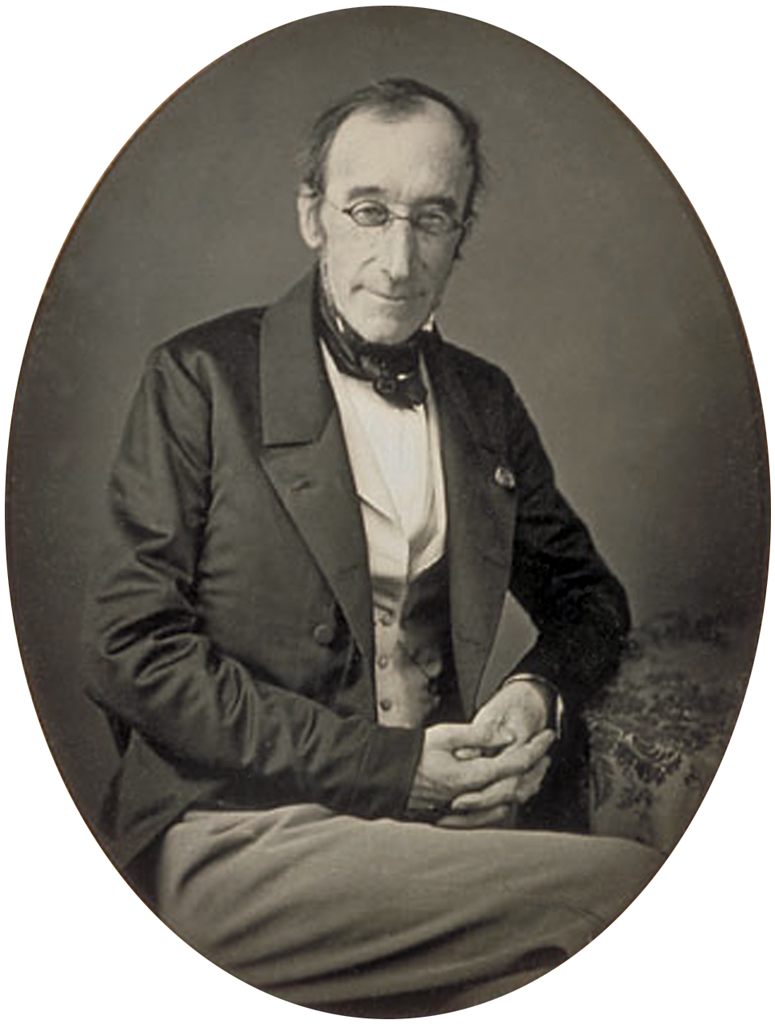
Adrien de Jussieu, Daguerreotypie von 1851

Adrien Henri Laurent de Jussieu (* 23. Dezember 1797 in Paris; † 29. Juni 1853 ebenda) war ein französischer Botaniker. Sein offizielles botanisches Autorenkürzel lautet „A.Juss.“

## Leben und Wirken
Jussieu war ein Sohn des Botanikers Antoine-Laurent de Jussieu. 1826 wurde er Nachfolger seines Vaters auf dem Lehrstuhl für Botanik am Muséum national d’histoire naturelle.
Seine 1824 erschienene Dissertation befasste sich mit der Familie der Wolfsmilchgewächse (Euphorbiaceae). Er veröffentlichte botanische Beiträge zu drei Pflanzenfamilien: 1825 zu den Rautengewächsen (Rutaceae), 1830 zu den Mahagonigewächsen (Meliaceae) und 1843 zu den Malpighiengewächsen (Malpighiaceae). 
Um 1841 veröffentlichte Jussieu gemeinsam mit Henri Milne Edwards und François Sulpice Beudant den Cours élémentaire d’histoire naturelle, einen mehrbändigen Grundkurs der Naturgeschichte, nach dem unterrichtet werden sollte.
Er verfasste 1848 den Eintrag „Taxonomie“ für das von Charles d’Orbigny herausgegebene Dictionnaire universelle d’histoire naturelle.

## Ehrungen
Jussieu wurde 1824 zum Mitglied der Deutschen Akademie der Naturforscher Leopoldina gewählt. Am 8. August 1831 wurde er in die Académie des sciences aufgenommen. Er war seit 1842 korrespondierendes Mitglied der Bayerischen Akademie der Wissenschaften. 1850 wurde er zum Mitglied der American Academy of Arts and Sciences gewählt.
Der Asteroid (9470) Jussieu wurde ihm und Bernard, Joseph und Antoine-Laurent de Jussieu zu Ehren benannt.
Die Pflanzengattung Adriana Gaudich. aus der Familie der Wolfsmilchgewächse (Euphorbiaceae) wurde 1825 nach ihm benannt.

## Schriften (Auswahl)
- De Euphorbiacearum generibus medicisque earumdem viribus tentamen, tabulis aeneis 18 illustratum. Paris 1824 (Digitalisat).
- Mémoires sur les Rutacées, ou considération de ce groupe de plantes, suivies de l’exposition des genres qui les composent. Paris 1825 (Digitalisat).
  - = Mémoire sur le groupe des Rutacées. In: Mémoires du Muséum d’histoire naturelle. Band 12, 1825, S. 384–542 (Digitalisat).
- Monographie du genre Phebalium. [Paris 1825].
  - = Monographie du genre Phebalium. In: Mémoires de la Société d’Histoire Naturelle de Paris. 2. Folge, Band 2, Paris 1825, S. 125–137 (Digitalisat).
- Mémoire sur le groupe des Méliacées. [Paris 1832].
  - = Mémoire sur le groupe des Méliacées. In: Mémoires du Muséum d’histoire naturelle. Band 19, Paris 1830, S. 153–304 (Digitalisat).
- Observations sur quelques plantes du Chili. [Paris 1832].
  - = Observations sur quelques plantes du Chili. In: Annales des sciences naturelles. Band 25, Paris 1832, S. 5–30 (Digitalisat).
- Introductio in historiain plantarum. In: Annales des sciences naturelles. Botanique. 2. Folge, Band 8, Paris 1837, S. 97–160 (Digitalisat).
- Malpighiacearum synopsis, monographiae mox edendae Prodromus. [Paris] 1840.
  - = Malpighiacearum synopsis, monographiae mox edendae Prodromus. In: Annales des sciences naturelles. Botanique. 2. Folge, Band 13, 1840, S. 247–294 (Digitalisat), S. 321–338 (Digitalisat).
- Cours élémentaire d’histoire naturelle. Botanique.
  - 1. Auflage, Paris [1742] (Digitalisat).
  - 5. Auflage, Paris 1752 (Digitalisat).
  - 7. Auflage, Paris 1757 (Digitalisat).
  - 8. Auflage, Paris 1758 (Digitalisat).
  - 9. Auflage, Paris 1770 (Digitalisat).
  - 12. Auflage, Paris 1884.
  - Elementarkurs der Botanik, abgefaßt nach dem Programm der Universität von Paris vom 14. September 1840. Prag 1844 (Digitalisat) – übersetzt von Hermann Maximilian Schmidt-Göbel (1809–1882) und Johannes Pfund.
  - Botanik. In: Populäre Naturgeschichte der drei Reiche. 12 Bände, Stuttgart 1844 (Band 9, Band 10) – übersetzt von Georg Matthias Kißling (1783–1846).
  - The Elements of Botany. London 1849 (Digitalisat) – übersetzt von James Hewetson Wilson.
- Monographie des Malpighiacées, ou exposition des caractères de cette famille de plantes, des genres et espèces qui la composent. Paris 1843 (Digitalisat).
  - = Monographie de la famille des Malipighiacées. In: Archives du Muséum d’Histoire Naturelle. Band 3, Paris 1843, S. 5–151 (Digitalisat), S. 255–616 (Digitalisat).
- Note sur le genre Napoleona. [Paris 1844].
  - = Note sur le genre Napoleona. In: Annales des sciences naturelles. Botanique. 3. Folge, Band 2, Paris 1844, S. 222–229 (Digitalisat).
- Note sur la famille des Pénaeacées. [Paris 1846].
  - = Note sur la famille des Pénaeacées. In: Annales des sciences naturelles. Botanique. 3. Folge, Band 6, Paris 1846, S. 15–29 (Digitalisat).
- Coup d’oeil sur l’histoire et les principes des classifications botaniques. Paris 1848.
  - = Taxonomie. In:  Charles d’Orbigny (Hrsg.): Dictionnaire universel d’histoire naturelle. Band 12, Paris 1848, S. 368–434 (Digitalisat).